# Карловац (футбольний клуб)
«Карлова́ць» (хорв. Nogometni klub Karlovac) — хорватський футбольний клуб з однойменного міста Карловаць. Заснований у 1919 році.

## Попередні назви
- Бораць (1919–1920)
- НСК Карловаць (1920–1941)
- ХСК Велебіт (1941–1945)
- Ударник (1945–1948)
- Славія (1948–1954)
- Карловаць (1954–1958)
- КСД (1958–1960)
- Карловаць (1960-н.ч.)